# Wereldbeker schansspringen 2008/2009
De wereldbeker schansspringen 2008/2009 ging op 28 november 2008 van start in het Finse Kuusamo. De wereldbeker bestond dit seizoen uit 28 individuele wedstrijden en zes wedstrijden voor landenteams. De Oostenrijker Gregor Schlierenzauer verzekerde zich al twee wedstrijden voor het einde van de wereldbeker. Hij haalde een recordaantal individuele overwinningen in een seizoen (13) en een recordaantal wereldbekerpunten.
Voor het eerst sinds het seizoen 2000/2001 maakte de FIS naast het algemene wereldbekerklassement ook nog een apart klassement voor skivliegen op.
Traditioneel stonden het Vierschansentoernooi en het Nordic Tournament op het programma, de FIS Team Tour werd voor het eerst gehouden. Deze tour betreft vijf wedstrijden, drie individuele en twee teamwedstrijden in Duitsland waarna een landenklassement wordt opgemaakt.
De wereldkampioenschappen schansspringen 2009 werden gehouden in het Tsjechische Liberec.

## Seizoensbeschrijving

### Voorseizoen
De Zwitser Simon Ammann zette zijn stempel op het voorseizoen. Hij wist vier van de zeven wedstrijden te winnen. Gregor Schlierenzauer stond na elke wedstrijd op het podium en won twee wedstrijden. Tot slot bleek de Japanner Fumihisa Yumoto de sterkste tijdens de tweede wedstrijd in Pragelato die onder zeer wisselende omstandigheden plaats had. Thomas Morgenstern, die vorig seizoen domineerde, haalde alleen het podium tijdens enige teamwedstrijd van het voorseizoen. Die wedstrijd, de seizoensopener, werd gewonnen door de thuisspringende Finnen. De Duitsers, die opnieuw onopvallend presteren, werden toen derde.

### Vierschansentoernooi
Tijdens het Vierschansentoernooi 2009 leek Ammann zijn goede vorm uit het voorseizoen een vervolg te geven. Hij won de eerste wedstrijd in Oberstdorf, zij het met een klein verschil van 1,2 punt ten opzichte van de Oostenrijker Wolfgang Loitzl. Voor Loitzl was het de zesde keer dat hij een wereldbekerwedstrijd als tweede afsloot; drie keer was hij al eens derde geworden maar nog nooit had hij op het hoogste treetje gestaan. Daar kwam tijdens de tweede wedstrijd, het Nieuwjaarsspringen in Garmisch-Partenkirchen verandering in. Hij won deze en daarna ook de twee resterende wedstrijden van de tournee. Dit leverde het ook de eindoverwinning op. Ammann werd uiteindelijk tweede en eindigde nog twee keer als tweede en Schlierenzauer derde.

### Middenseizoen
Het seizoen werd vervolgd met de eerste twee skivliegwedstrijden van het seizoen. Schlierenzauer, regerend wereldkampioen op deze discipline won beide wedstrijden overtuigend. Hij wist ook vier van de vijf andere wedstrijden in dit seizoensgedeelte te winnen. De Oostenrijkse dominantie werd onderstreept in Sapporo toen het hele podium Oostenrijks was. Hij nam de leidende rol van Ammann in de tussenstand om de wereldbeker over. Ammann kon zijn niveau van het voorseizoen niet behouden. Opvallend is daarbij dat Ammann vaak een relatief slechte eerste sprong aflevert maar in de tweede ronde met een goede sprong veel plaatsen goedmaakt.

### FIS Team Tour
Voor het eerst stond de FIS Team Tour op het programma. Oostenrijk en Finland wisten de teamwedstrijden te winnen terwijl Schlierenzauer de twee gewone individuele wedstrijden won en de Fin Harri Olli het skivliegen. Dit was zijn eerste wereldbekerzege ooit. Het eindklassement werd verrassend gewonnen door de Noren.

### Wereldkampioenschappen schansspringen
De wereldkampioenschappen werden gehouden in het Tsjechische Liberec. Wolfgang Loitzl won de wedstrijd op de normale schans, hij bracht twee goede sprongen tot stand in tegenstelling tot Harri Olli en Thomas Morgenstern. De Fin ging na de eerste ronde aan de leiding, maar viel door een zwakke tweede sprong terug naar plaats 13. Morgenstern op zijn beurt sprong twee keer 101,5 meter, wat hem de zilveren medaille zou hebben opgeleverd, de Oostenrijker kwam echter ten val bij de landing van z'n tweede sprong en werd slechts achtste.
De Zwitser Andreas Küttel was dan weer de beste op de grote schans en behaalde daarmee zijn eerste overwinning sinds december 2007. De wedstrijd op de grote schans werd maar met één ronde gehouden. De tweede ronde werd met nog zeven atleten te gaan stilgelegd wegens hevige sneeuwval en wind. Vervolgens besliste de jury de hele tweede ronde opnieuw te starten, maar tevergeefs. Uiteindelijk werd besloten de eerste ronde als einduitslag op te nemen.
Oostenrijk revancheerde zich voor de nederlaag in de FIS Team Tour door het teamonderdeel te winnen.

### Seizoenfinale in Planica
Net als bij de eerste twee wedstrijden in Planica was het ook bij de seizoensfinale een windloterij, al kon de wedstrijd dit keer wel over twee rondes worden gehouden. De dag was veelbelovend begonnen, meer dan 20 van de 33 atleten hadden in de eerste ronde gesprongen toen plots toch de wind de kop opstak. De Duitser Martin Schmitt vloog van startpoortje 10 bij optimale omstandigheden tot 217,5 meter. Omdat de beste atleten van het seizoen dan nog moesten springen en de wind nog toenam besliste de jury uit veiligheidsoverwegingen de aanloop om 2 meter te verkorten. Herstart van de eerste ronde dus, maar zonder veel succes. Met 2 kilometer per uur minder aanloopsnelheid kwam Harri Olli met 225 meter tot op een halve meter na aan zijn persoonlijk record.
Nog steeds gesteund door een sterke tegenwind vloog de Zwitser Simon Ammann vervolgens tot 233 meter en kon ternauwernood een val bij de landing vermijden. De Duitse bondscoach Werner Schuster zei dat hij nog nooit een schansspringer zo hoog in de lucht had zien vliegen. Met alleen Gregor Schlierenzauer nog te gaan, besliste de jury uit veiligheidsoverweging de aanloop opnieuw twee poortjes te verkorten en opnieuw te beginnen. Uitzonderlijk was het dus wereldbekerleider Schlierenzauer die de eerste ronde moest openen, hij zette 210 meter neer wat uiteindelijk tot een vierde plaats na de eerste ronde zou leiden na Małysz, Olli en Ammann.
Ville Larinto zorgde even voor een schrikmoment, door een fout bij de afsprong raakte de jonge Fin uit balans tijdens de vlucht. Hij kon ternauwernood een val bij een snelheid van 100 kilometer per uur vermijden en zette een noodlanding in.
De jury besliste tegen alle verwachtingen in om vervolgens te proberen een tweede ronde te houden, van gelijke windomstandigheden voor alle atleten was opnieuw geen sprake, vooral de Noren werden benadeeld.
Toch stonden op het einde vier atleten op het podium die zo'n goede uitslag niet hadden gestolen. Harri Olli, de op een na beste skivlieger van het seizoen zette in de tweede ronde 219,5 meter op de borden, genoeg voor de overwinning. Adam Małysz die in Planica eindelijk weer z'n oude vorm te pakken leek te krijgen werd uiteindelijk tweede.
De derde plaats werd gedeeld door Simon Ammann en thuisspringer Robert Kranjec. Gregor Schlierenzauer werd vijfde, z'n op twee na slechtste uitslag van het seizoen, maar had zich eerder al verzekerd van de eindzege zowel in de algemene wereldbeker als in de wereldbeker skivliegen.

## Uitslagen en standen

### Kalender
| Datum                                                           | Plaats                          | Schans                          | Opmerking                       | Eerste                                                                          | Tweede                                                                          | Derde                                                                           |
| --------------------------------------------------------------- | ------------------------------- | ------------------------------- | ------------------------------- | ------------------------------------------------------------------------------- | ------------------------------------------------------------------------------- | ------------------------------------------------------------------------------- |
| 28/11/2008 29/11/2008                                           | Kuusamo                         | HS142                           | Team Avond                      | Finland Ville Larinto Kalle Keituri Harri Olli Matti Hautamäki                  | Oostenrijk Wolfgang Loitzl Martin Koch Gregor Schlierenzauer Thomas Morgenstern | Duitsland Felix Schoft Michael Uhrmann Martin Schmitt Michael Neumayer          |
| 29/11/2008                                                      | Kuusamo                         | HS142                           | Avond                           | Simon Ammann                                                                    | Wolfgang Loitzl                                                                 | Gregor Schlierenzauer                                                           |
| 06/12/2008                                                      | Trondheim                       | HS131                           | Avond                           | Gregor Schlierenzauer                                                           | Ville Larinto                                                                   | Anders Jacobsen                                                                 |
| 07/12/2008                                                      | Trondheim                       | HS131                           |                                 | Simon Ammann                                                                    | Matti Hautamäki                                                                 | Gregor Schlierenzauer                                                           |
| 13/12/2008                                                      | Pragelato                       | HS140                           | Avond                           | Simon Ammann                                                                    | Gregor Schlierenzauer                                                           | Ville Larinto                                                                   |
| 14/12/2008                                                      | Pragelato                       | HS140                           |                                 | Fumihisa Yumoto                                                                 | Simon Ammann                                                                    | Gregor Schlierenzauer                                                           |
| 20/12/2008                                                      | Engelberg                       | HS137                           | avond                           | Simon Ammann                                                                    | Wolfgang Loitzl                                                                 | Gregor Schlierenzauer                                                           |
| 21/12/2008                                                      | Engelberg                       | HS137                           |                                 | Gregor Schlierenzauer                                                           | Wolfgang Loitzl                                                                 | Simon Ammann                                                                    |
| Vierschansentoernooi 2009                                       |                                 |                                 |                                 |                                                                                 |                                                                                 |                                                                                 |
| 29/12/2008                                                      | Oberstdorf                      | HS137                           | Avond                           | Simon Ammann                                                                    | Wolfgang Loitzl                                                                 | Dmitri Vasiljev                                                                 |
| 01/01/2009                                                      | Garmisch-P.                     | HS140                           |                                 | Wolfgang Loitzl                                                                 | Simon Ammann                                                                    | Harri Olli                                                                      |
| 04/01/2009                                                      | Innsbruck                       | HS130                           |                                 | Wolfgang Loitzl                                                                 | Gregor Schlierenzauer                                                           | Martin Schmitt                                                                  |
| 06/01/2009                                                      | Bischofshofen                   | HS140                           | Avond                           | Wolfgang Loitzl                                                                 | Simon Ammann                                                                    | Dmitri Vasiljev                                                                 |
| Eindstand Vierschansentoernooi:                                 | Eindstand Vierschansentoernooi: | Eindstand Vierschansentoernooi: | Eindstand Vierschansentoernooi: | Wolfgang Loitzl                                                                 | Simon Ammann                                                                    | Gregor Schlierenzauer                                                           |
| 10/01/2009                                                      | Bad Mitterndorf                 | HS200                           | Skivliegen                      | Gregor Schlierenzauer                                                           | Simon Ammann                                                                    | Martin Koch                                                                     |
| 11/01/2009                                                      | Bad Mitterndorf                 | HS200                           | Skivliegen                      | Gregor Schlierenzauer                                                           | Harri Olli                                                                      | Simon Ammann                                                                    |
| 16/01/2009                                                      | Zakopane                        | HS134                           | Avond                           | Wolfgang Loitzl                                                                 | Gregor Schlierenzauer                                                           | Martin Schmitt                                                                  |
| 17/01/2009                                                      | Zakopane                        | HS134                           | Avond                           | Gregor Schlierenzauer                                                           | Wolfgang Loitzl                                                                 | Simon Ammann                                                                    |
| 24/01/2009                                                      | Whistler                        | HS140                           |                                 | Gregor Schlierenzauer                                                           | Wolfgang Loitzl                                                                 | Matti Hautamäki                                                                 |
| 25/01/2009                                                      | Whistler                        | HS140                           |                                 | Gregor Schlierenzauer                                                           | Thomas Morgenstern                                                              | Ville Larinto                                                                   |
| 31/01/2009                                                      | Sapporo                         | HS134                           | Avond                           | Gregor Schlierenzauer                                                           | Thomas Morgenstern                                                              | Wolfgang Loitzl                                                                 |
| 01/02/2009                                                      | Sapporo                         | HS134                           |                                 |                                                                                 |                                                                                 |                                                                                 |
| FIS Team Tour 2009                                              |                                 |                                 |                                 |                                                                                 |                                                                                 |                                                                                 |
| 07/02/2009                                                      | Willingen                       | HS145                           | Team Avond                      | Oostenrijk Thomas Morgenstern Markus Eggenhofer Andreas Kofler Wolfgang Loitzl  | Noorwegen Roar Ljøkelsøy Tom Hilde Anders Bardal Anders Jacobsen                | Finland Ville Larinto Kalle Keituri Matti Hautamäki Harri Olli                  |
| 08/02/2009                                                      | Willingen                       | HS145                           | Avond                           | Gregor Schlierenzauer                                                           | Simon Ammann                                                                    | Noriaki Kasai                                                                   |
| 11/02/2009                                                      | Klingenthal                     | HS140                           | Avond                           | Gregor Schlierenzauer                                                           | Anders Jacobsen                                                                 | Wolfgang Loitzl                                                                 |
| 14/02/2009                                                      | Oberstdorf                      | HS213                           | Skivliegen Avond                | Harri Olli                                                                      | Anders Jacobsen                                                                 | Johan Remen Evensen                                                             |
| 15/02/2009                                                      | Oberstdorf                      | HS213                           | Skivliegen Team                 | Finland Kalle Keituri Juha-Matti Ruuskanen Matti Hautamäki Harri Olli           | Rusland Denis Kornilov Pavel Karelin Ilja Rosliakov Dmitri Vasiljev             | Oostenrijk Wolfgang Loitzl Markus Eggenhofer Andreas Kofler Martin Koch         |
| Eindstand FIS Team Tour:                                        | Eindstand FIS Team Tour:        | Eindstand FIS Team Tour:        | Eindstand FIS Team Tour:        | Noorwegen                                                                       | Oostenrijk                                                                      | Finland                                                                         |
| 21 t/m 28 februari - Wereldkampioenschappen schansspringen 2009 |                                 |                                 |                                 |                                                                                 |                                                                                 |                                                                                 |
| 07/03/2009                                                      | Lahti                           | HS130                           | Team Avond                      | Oostenrijk Wolfgang Loitzl Martin Koch Thomas Morgenstern Gregor Schlierenzauer | Finland Ville Larinto Kalle Keituri Harri Olli Matti Hautamäki                  | Noorwegen Anders Bardal Tom Hilde Johan Remen Evensen Anders Jacobsen           |
| Nordic Tournament 2009                                          |                                 |                                 |                                 |                                                                                 |                                                                                 |                                                                                 |
| 08/03/2009                                                      | Lahti                           | HS130 HS97                      |                                 | Gregor Schlierenzauer                                                           | Simon Ammann                                                                    | Dmitri Vasiljev                                                                 |
| 10/03/2009                                                      | Kuopio                          | HS127                           | Avond                           | Takanobu Okabe                                                                  | Simon Ammann                                                                    | Adam Małysz                                                                     |
| 13/03/2009                                                      | Lillehammer                     | HS138                           | Avond                           | Harri Olli                                                                      | Dmitri Vasiljev                                                                 | Gregor Schlierenzauer                                                           |
| 14/03/2009                                                      | Vikersund                       | HS207                           | Skivliegen Team Avond           | Oostenrijk Martin Koch Wolfgang Loitzl Thomas Morgenstern Gregor Schlierenzauer | Finland Matti Hautamäki Kalle Keituri Ville Larinto Harri Olli                  | Noorwegen Johan Remen Evensen Bjørn Einar Romøren Anders Bardal Anders Jacobsen |
| 15/03/2009                                                      | Vikersund                       | HS207                           | Skivliegen                      | Gregor Schlierenzauer                                                           | Simon Ammann                                                                    | Dmitri Vasiljev                                                                 |
| Eindstand Nordic Tournament:                                    | Eindstand Nordic Tournament:    | Eindstand Nordic Tournament:    | Eindstand Nordic Tournament:    | Gregor Schlierenzauer                                                           | Harri Olli                                                                      | Simon Ammann                                                                    |
| 20/03/2009                                                      | Planica                         | HS215                           | Skivliegen                      | Gregor Schlierenzauer                                                           | Adam Małysz                                                                     | Dmitri Vasiljev                                                                 |
| 21/03/2009                                                      | Planica                         | HS215                           | Skivliegen Team                 | Noorwegen Tom Hilde Johan Remen Evensen Anders Jacobsen Anders Bardal           | Polen Kamil Stoch Łukasz Rutkowski Stefan Hula Adam Małysz                      | Rusland Denis Kornilov Pavel Karelin Ilja Rosliakov Dmitri Vasiljev             |
| 22/03/2009                                                      | Planica                         | HS215                           | Skivliegen                      | Harri Olli                                                                      | Adam Małysz                                                                     | Simon Ammann Robert Kranjec                                                     |

### Eindstanden
| Wereldbeker algemeen | Wereldbeker algemeen  | Wereldbeker algemeen | Wereldbeker algemeen |
| #                    | Atleet                | Land                 | Punten               |
| -------------------- | --------------------- | -------------------- | -------------------- |
| 1                    | Gregor Schlierenzauer | AUT                  | 2083                 |
| 2                    | Simon Ammann          | SUI                  | 1776                 |
| 3                    | Wolfgang Loitzl       | AUT                  | 1396                 |
| 4                    | Harri Olli            | FIN                  | 974                  |
| 5                    | Dmitri Vasiljev       | RUS                  | 845                  |
| 6                    | Martin Schmitt        | GER                  | 829                  |
| 7                    | Thomas Morgenstern    | AUT                  | 795                  |
| 8                    | Anders Jacobsen       | NOR                  | 661                  |
| 9                    | Martin Koch           | AUT                  | 601                  |
| 10                   | Anders Bardal         | NOR                  | 598                  |

| Wereldbeker skivliegen | Wereldbeker skivliegen | Wereldbeker skivliegen | Wereldbeker skivliegen |
| #                      | Atleet                 | Land                   | Punten                 |
| ---------------------- | ---------------------- | ---------------------- | ---------------------- |
| 1                      | Gregor Schlierenzauer  | AUT                    | 477                    |
| 2                      | Harri Olli             | FIN                    | 372                    |
| 3                      | Simon Ammann           | SUI                    | 370                    |
| 4                      | Martin Koch            | AUT                    | 221                    |
| 5                      | Anders Jacobsen        | NOR                    | 220                    |
| 6                      | Dmitri Vasiljev        | RUS                    | 200                    |
| 7                      | Robert Kranjec         | SLO                    | 192                    |
| 7                      | Adam Małysz            | POL                    | 192                    |
| 9                      | Matti Hautamäki        | FIN                    | 156                    |
| 10                     | Anders Bardal          | NOR                    | 143                    |

Wereldbeker landenteams
| #  | Land        | Punten |
| -- | ----------- | ------ |
| 1  | Oostenrijk  | 7331   |
| 2  | Finland     | 4270   |
| 3  | Noorwegen   | 4175   |
| 4  | Duitsland   | 3134   |
| 5  | Zwitserland | 2337   |
| 6  | Rusland     | 2295   |
| 7  | Japan       | 2094   |
| 8  | Polen       | 1574   |
| 9  | Slovenië    | 1319   |
| 10 | Tsjechië    | 1048   |